# Yū Kobayashi (Fußballspieler)
Yū Kobayashi (jap. 小林 悠, Kobayashi Yū; * 23. September 1987 in der Präfektur Aomori) ist ein japanischer Fußballspieler, der seit 2010 bei Kawasaki Frontale unter Vertrag steht.

## Karriere

### Verein
Yū Kobayashi  erlernte das Fußballspielen in der Universitätsmannschaft der Takushoku-Universität. Von der Takushoku-Universität wurde er von Juli 2008 bis Januar 2009 an Mito Hollyhock ausgeliehen. Für den Verein aus Mito absolvierte er als Jugendspieler fünf Spiele in der zweiten Liga, der J2 League. Seinen ersten Profivertrag unterschrieb er 2010 bei Kawasaki Frontale. Der Verein aus Kawasaki, einer Stadt auf der japanischen Hauptinsel Honshū im Nordosten der Präfektur Kanagawa, spielte in der höchsten Liga des Landes, der J1 League. 2017 wurde er als Fußballer des Jahres ausgezeichnet. Im gleichen Jahr wurde er Torschützenkönig der Liga. 2017, 2018, 2020 und 2021 wurde er mit dem Verein japanischer Fußballmeister. Den Supercup gewann er 2019 und 2021. Den J. League Cup gewann er 2019, den Kaiserpokal 2020 und 2023.

### Nationalmannschaft
Sein erstes Spiel in der Japanischen Fußballnationalmannschaft bestritt Kobayashi am 10. Oktober 2014 bei einem 1:0-Sieg gegen Jamaika. Mit der japanischen Nationalmannschaft qualifizierte er sich für die Asienmeisterschaft 2015, in der sie das Achtelfinale erreichten.

## Erfolge
Kawasaki Frontale
- Japanischer Meister: 2017, 2018, 2020, 2021
- Japanischer Supercup-Sieger: 2019, 2021
- Japanischer Ligapokalsieger: 2019
- Japanischer Pokalsieger: 2020, 2023

## Auszeichnungen
- J. League Fußballer des Jahres: 2017
- J1 League: Torschützenkönig 2017